# Hallsville (Texas)
Hallsville é uma cidade localizada no estado norte-americano do Texas, no Condado de Harrison.

## Demografia
Segundo o censo norte-americano de 2000, a sua população era de 2772 habitantes.
Em 2006, foi estimada uma população de 2957, um aumento de 185 (6.7%).

## Geografia
De acordo com o United States Census Bureau tem uma área de
5,9 km², dos quais 5,9 km² cobertos por terra e 0,0 km² cobertos por água. Hallsville localiza-se a aproximadamente 93 m acima do nível do mar.

## Localidades na vizinhança
O diagrama seguinte representa as localidades num raio de 20 km ao redor de Hallsville.